# Chung kết Cúp bóng đá Nam Mỹ 1993
Chung kết Cúp bóng đá Nam Mỹ 1993 là trận đấu cuối cùng của Cúp bóng đá Nam Mỹ 1993. Trận đấu diễn ra vào ngày 4 tháng 7 năm 1993 ở Guayaquil. Argentina giành chiến thắng 2–1 trước Mexico. Đây là lần đầu tiên chỉ có một đại diện CONMEBOL chơi trong một trận chung kết Copa América.
Argentina vô địch Copa América lần thứ 14, và bảo vệ thành công danh hiệu của mình.

## Chi tiết
| Argentina          | 2–1 | México              |
| ------------------ | --- | ------------------- |
| Batistuta 63', 74' |     | Galindo 67' (ph.đ.) |

| Argentina | México |

| GK                      | 1  | Sergio Goycochea   |  |     |
| DF                      | 4  | José Basualdo      |  |     |
| DF                      | 6  | Oscar Ruggeri      |  | 40' |
| DF                      | 15 | Jorge Borelli      |  |     |
| DF                      | 3  | Ricardo Altamirano |  |     |
| MF                      | 17 | Gustavo Zapata     |  |     |
| MF                      | 10 | Diego Simeone      |  |     |
| MF                      | 5  | Fernando Redondo   |  |     |
| MF                      | 11 | Néstor Gorosito    |  | 64' |
| FW                      | 9  | Gabriel Batistuta  |  |     |
| FW                      | 18 | Alberto Acosta     |  |     |
| Vào thay người:         |    |                    |  |     |
| FW                      | 13 | Fernando Cáceres   |  | 40' |
| DF                      | 20 | Leonardo Rodríguez |  | 64' |
| Huấn luyện viên trưởng: |    |                    |  |     |
| Alfio Basile            |    |                    |  |     |

| GK                      | 1  | Jorge Campos         |  |     |
| DF                      | 5  | Ramón Ramírez        |  |     |
| DF                      | 3  | Juan Ramírez Perales |  |     |
| MF                      | 2  | Claudio Suarez       |  |     |
| DF                      | 21 | Raúl Gutiérrez       |  | 79' |
| MF                      | 7  | David Patiño         |  | 45' |
| DF                      | 4  | Ignacio Ambríz       |  |     |
| MF                      | 8  | Alberto García Aspe  |  |     |
| MF                      | 17 | Benjamín Galindo     |  |     |
| MF                      | 9  | Hugo Sánchez         |  |     |
| FW                      | 11 | Luis Roberto Alves   |  |     |
| Vào thay người:         |    |                      |  |     |
| FW                      | 10 | Luis García          |  | 45' |
| FW                      | 15 | Luis Flores          |  | 79' |
| Huấn luyện viên trưởng: |    |                      |  |     |
| Miguel Mejía Barón      |    |                      |  |     |